# Suha igla
Suha igla je tiskarska tehnika družine intaglio, v kateri je slika vrezana v ploščo (ali "matrico"), je tehnika globokega tiska, pri katerem tiskovno ploščo obdelamo z mehanskim postopkom, nanjo rišemo z ostro jekleno iglo, ki je nasajena v leseno držalo. Načeloma je metoda praktično enaka graviranju. Razlika je v uporabi orodij in v tem, da dvignjeni greben po brazdi ni odrezan ali vložen kot pri graviranju. Linija, ki jo naredimo s suho iglo pod ostrim kotom, je mehka. Z drobnimi linijami lahko zapolnimo celotno površino izbranega modela. Z zgoščevanjem linij ustvarimo temno senco, kontrast med svetlimi in temnimi površinami in natančno izdelavo detajlov. Tradicionalno je bila plošča baker, zdaj pa se pogosto uporabljajo tudi acetat, cink ali pleksi steklo.

## Zgodovina
Graviranje s suho iglo je znano že od 15. stoletja. Kot samostojna tehnika se je pojavilo okoli leta 1480. Na začetku je služila kot začetna faza v bakrorezu. Umetniki suho iglo pogosto uporabljajo c kombinaciji z drugimi tehnikami iz razloga, ker matrica izdelana s suho iglo ne omogoča velike naklade. Primeri kombinirane tehnike najdemo pri umetnikih kot so Rembrandt, Francisco Goya in mnogi drugi. 

## Postopek dela
Z iglo se vrežejo linije na bakreni plošči, pri tem se dobi nizko reliefno sled. Z močnejšim ali šibkejšim pritiskom igle se ustvari globlja ali plitvejša linija. Izraz je odvizen tudi od kota graviranja. Glede na to da se sled hitro zbriše s plošče, je mogoče odtisniti deset grafičnih listov. Ta tehnika je uporabna tudi kot dopolnitev pri oblikovanju in korekciji drugi tehnik globokega tiska. 